# Arcandro
Arcandro (in greco antico: ?) è un personaggio della mitologia greca, figlio, oppure nipote (a seconda delle fonti) di Acheo e fratello di Architele.

## Mitologia
Insieme al fratello Architele combatté una guerra contro Lamedonte, re di Sicione, e ne furono sconfitti.
Si trasferì dalla sua città natale Ftia ad Argo, (la città bianca), capitale dell'Argolide. Da tale luogo in seguito riuscì a prendere il comando del regno e aumentò il suo potere arrivando a regnare anche sulla Laconia. Secondo il mito lui fu il primo a chiamare Achei gli abitanti di quei luoghi.
Arcandro sposò una delle figlie di Danao, la giovane Scaia e suo fratello scelse un'altra figlia dello stesso padre, chiamata Automata.

### Moderna
- Anna Ferrari, Dizionario di mitologia, Litopres, UTET, 2006, ISBN 88-02-07481-X.